# Лишайниця жовта
Лишайниця жовта (Pelosia obtusa) — вид лускокрилих комах з родини еребід (Erebidae).

## Поширення
Вид поширений в Європі та Північній Азії від Іспанії до Японії. Мешкає на вологих очеретяних луках.

## Зовнішній вигляд
Розмах крил у самців становить 12–28 мм, у самиць — 16–28 мм. Передні крила відносно короткі та широкі. Верхівка закруглена. Вони мають коричневий основний колір з деякими темно-коричневими крапками або дуже короткими лініями, які відсутні у деяких екземплярів. Немарковані задні крила мають такий же основний колір, як і передні, але трохи світліший.

## Спосіб життя
Існує одне покоління на рік з дорослими особинами на крилі з квітня по серпень. Личинки живляться мохом, водоростями і лишайниками. Гусениці з'являються з кінця літа і зазвичай ховаються в стеблах очерету. Вид зимує в стадії личинки.

## Підвиди
- Pelosia obtusa obtusa
- Pelosia obtusa pavlasi Witt, 1984 (Іспанія)
- Pelosia obtusa sutschana (Staudinger, 1892) (Далекий Схід)
- Pelosia obtusa taurica Daniel, 1939
- Pelosia obtusa uniformis Rothschild, 1921